# Appuntamento al parco
Appuntamento al parco (Hampstead) è un film del 2017 diretto da Joel Hopkins.
Il film è basato sulla storia di Harry Hallowes, un uomo che dopo essere stato sfrattato di casa occupò un'area all'interno del parco di Hampstead Heath costruendosi una baracca in cui visse per quasi 30 anni.

## Trama
Emily Walters è una vedova di origini americane che vive nel benestante sobborgo londinese di Hampstead. Ad un anno dalla morte del marito, che tra l'altro la tradiva, la sua situazione finanziaria è sempre più preoccupante, tanto che il figlio Philip la esorta a correre ai ripari. Fiona, capo del prestigioso condominio in cui vive, favorisce l'amicizia di Emily con il commercialista James Smythe, che inizia ad aiutarla e al tempo stesso a corteggiarla senza successo.
Emily assiste un giorno all'aggressione, da parte di un gruppo di teppisti, di Donald Horner, un uomo che vive in una baracca da lui costruita in un terreno pubblico semiabbandonato accanto ad un parco vicino alla sua abitazione, e comincia ad interessarsi a lui. Quando anche l'astuta Fiona appoggia la richiesta di sfrattare Donald dalla sua casa per permettere la costruzione di un nuovo moderno condominio, Emily lo difende e fra i due nasce una relazione sentimentale.
Emily si spende poi perché Donald vinca la causa intentatagli, riuscendo a dimostrare che l'uomo occupa quell'abitazione da ben più del minimo previsto dal regime di usucapione britannico, pari a dodici anni.  Dopo aver rotto con le altezzose vicine, prima fra tutte Fiona, moglie dell'uomo a capo della speculazione compromessa dalla presenza di Donald, Emily però deve fare i conti con la testardaggine di quest'uomo che non vuole lasciare la sua abitazione, come lei logicamente pretenderebbe, volendo vivere insieme a lui. Separatisi per un po', i due si ritrovano, dopo che Donald è riuscito a trasferirsi senza separarsi dalla sua baracca, ora montata su un natante che può viaggiare lungo il Tamigi.

## Produzione
Il 20 ottobre 2015 Diane Keaton e Brendan Gleeson entrarono nel cast del film. Il 13 maggio 2016 Lesley Manville, James Norton, Jason Watkins e Simon Callow si unirono al cast. Le riprese iniziarono il 22 maggio 2016.

## Distribuzione
Il film è uscito nelle sale britanniche il 23 giugno 2017.. In Italia è stato distribuito il 14 settembre 2017.